# Anelytra elongata
Anelytra elongata är en insektsart som beskrevs av Sigfrid Ingrisch 1998. Anelytra elongata ingår i släktet Anelytra och familjen vårtbitare. Inga underarter finns listade i Catalogue of Life.